# Гринь Владислав Костянтинович
Гринь Владислав Костянтинович (5 грудня 1961) — доктор медичних наук (1999), професор, дійсний член (академік) Національної академії медичних наук України, заслужений лікар України. Лауреат Державної премії України в галузі науки і техніки.

## Наукова діяльність
Закінчив Донецький державний медичний інститут імені М. Горького. Працював лікарем-кардіоревматологом Шахтарської районної лікарні Донецької області. 1986 року почав працювати в Обласній центральній клінічній лікарні.
1987 року захистив кандидатську дисертацію, 1999 року у Харківському медичному університеті — докторську дисертацію на тему: «Патологія серця при запальних захворюваннях суглобів (поширеність, діагностика, питання патогенезу, лікування)». Завідує кафедрою загальної практики сімейної медицини Донецького медичного університету.
Від 2002 року директор Інституту невідкладної і відновної хірургії імені В. К. Гусака. Під його керівництвом в ІНВХ імені Гусака успішно працює унікальна лабораторія клітинного і тканинного культивування, розпочав діяльність міжнародний центр «Біостем», особливо успішно розвивається кардіохірургічна служба. Так, у грудні 2009 року вперше в Україні за допомогою стовбурових клітин виростили штучне серце, подібні операції здійснюють тільки в 20 містах світу.
2007 року за впровадження клітинних технологій в медицині, організацію служби трансплантації стовбурових клітин, створення міжнародного центру біотехнологій обраний членом-кореспондентом Академії медичних наук України. 13 вересня 2010 року обраний дійсним членом Національної академії медичних наук України.
Автор понад 276 наукових робіт, 12 монографій і 31 винахода, підготував 5 кандидати і 2 доктора медичних наук. Головний редактор журналу «Міжнародний вісник медицини», журналу «Вісник невідкладної і відновної медицини».

## Державні нагороди
- Заслужений лікар України (20 серпня 2009) — за значний особистий внесок у зміцнення енергетичного потенціалу держави, високий професіоналізм та з нагоди Дня шахтаря [9]
- Державна премія України в галузі науки і техніки 2013 року — за роботу «Новітні біотехнології в діагностиці, лікуванні і профілактиці захворювань людини» (у складі колективу)[10]